# ValuJet Airlines
ValuJet Airlines, más tarde conocida como AirTran Airlines después de fusionarse con AirTran Airways, fue una aerolínea estadounidense de bajo costo, con sede en el condado de Clayton, Georgia, que operaba vuelos nacionales e internacionales programados regularmente en el este de los Estados Unidos y Canadá durante la década de 1990. La empresa se fundó en 1992 y era conocida por sus medidas de reducción de costes, a veces peligrosas. Todos los aviones de la aerolínea se compraron usados de otras aerolíneas, se brindó muy poca capacitación a los trabajadores y se utilizaron contratistas para el mantenimiento y otros servicios. La empresa desarrolló rápidamente una reputación por su poca seguridad. En 1995, los militares rechazaron la oferta de ValuJet de trasladar al personal militar por preocupaciones de seguridad, y los funcionarios de la FAA querían que la aerolínea quedara en tierra.
El accidente del Vuelo 592 de ValuJet en 1996, que fue causado por materiales peligrosos almacenados ilegalmente a bordo, supuso la ruina para la aerolínea. ValuJet quedó en tierra el mes siguiente y no se le permitió volar de nuevo hasta septiembre, con una flota muy reducida. Los principales clientes de la aerolínea nunca regresaron y la compañía sufrió importantes pérdidas.
En 1997, el holding matriz de la aerolínea compró el holding de aerolíneas regionales mucho más pequeño Airways Corporation, el holding de AirTran Airways. La flota y las operaciones de ValuJet se transfirieron a AirTran en 1998 y ValuJet se fusionó con AirTran Airways en 1999. Sin embargo, durante años después de la fusión, se pensó que ValuJet era el sobreviviente nominal, cambiando su nombre a AirTran Airways debido a que la gerencia de ValuJet dirigía el aerolínea. AirTran fue comprada por Southwest Airlines en 2011 y finalizó sus vuelos en 2014.

## Historia

### Comienzo
ValuJet se fundó en 1992 y comenzó a operar el 26 de octubre de 1993. Originalmente ofrecía servicio desde Atlanta a Orlando, Jacksonville y Tampa con un solo Douglas DC-9 que anteriormente pertenecía a Delta Air Lines. El primer vuelo, el vuelo 901, voló de Atlanta a Tampa. La aerolínea estaba dirigida por un grupo de veteranos de la industria, incluido el cofundador y presidente Robert Priddy, quien había iniciado una serie de aerolíneas exitosas, incluidas Atlantic Southeast Airlines (ASA), Air Midwest Airlines y Florida Gulf Airlines. Miembros de la junta Maury Gallaghery Tim Flynn, los otros cofundadores, desarrollaron y dirigieron WestAir antes de venderlo a Mesa Airlines; El expresidente de Continental Airlines y Flying Tigers, Lewis Jordan, se unió a la aerolínea poco tiempo después como presidente.
La aerolínea salió a bolsa en junio de 1994 después de un año de tremendo crecimiento con la incorporación de 15 aviones desde el primer vuelo en 1993. Se convirtió en la aerolínea más rápida en obtener ganancias en la historia de la aviación estadounidense, ganando $ 21 millones solo en 1994. En octubre de 1995, ValuJet hizo un pedido a McDonnell Douglas de 50 aviones MD-95 (ahora conocido como Boeing 717) con una opción de 50 más. Para mantener los costos bajos, la aerolínea compró muchos aviones usados de todo el mundo. En ese momento, la flota de ValuJet estaba entre las más antiguas de los Estados Unidos, con un promedio de 26 años. En 1995, la aerolínea demandó a Delta Air Lines y Trans World Airlines por los espacios de aterrizaje.
Como la mayoría de las aerolíneas de bajo costo, ValuJet no tenía inventarios de hangares o repuestos. Sin embargo, muchas de las medidas que tomó para mantener bajas las tarifas fueron muy agresivas incluso para los estándares de bajo costo. Por ejemplo, requería que los pilotos pagaran por su propio entrenamiento y solo les pagaba después de completar los vuelos y también les daba a los auxiliares de vuelo solo entrenamiento básico. También subcontrató muchas funciones que otras aerolíneas realizan por sí mismas. Por ejemplo, subcontrató el mantenimiento a varias empresas, y estas empresas a su vez subcontrataron el trabajo a otras empresas. Siempre que los retrasos eran causados por mecánicos, ValuJet recortaba la paga de los mecánicos que trabajaban en ese avión.

### Problemas de seguridad
En agosto de 1995, el Departamento de Defensa de los Estados Unidos rechazó la oferta de ValuJet de transportar personal militar, citando serias deficiencias en los procedimientos de garantía de calidad de ValuJet.
La oficina de campo de la Administración Federal de Aviación (FAA) en Atlanta envió un memorando el 14 de febrero de 1996 a su sede en Washington D. C., indicando que "se debe considerar una recertificación FAR 121 inmediata de esta aerolínea" —en otras palabras, la FAA quería que ValuJet estuviera en tierra. Los aviones de ValuJet realizaron 129 aterrizajes de emergencia: quince en 1994, 57 en 1995 y 57 de enero a mayo de 1996. En febrero, la FAA ordenó a ValuJet que buscara la aprobación antes de agregar nuevos aviones o ciudades a su red, algo que la industria no había visto. desde la desregulación en 1979. Este intento de eliminar la certificación de ValuJet se "perdió en el laberinto de la FAA", según el presidente de la NTSB, Jim Hall. En ese momento, la tasa de accidentes de ValuJet no solo era una de las más altas en el sector de tarifas bajas, sino que era más de 14 veces mayor que la de las aerolíneas tradicionales.

### Las consecuencias del accidente del vuelo 592
El 11 de mayo de 1996, ValuJet sufrió su accidente de más alto perfil cuando el Vuelo 592 de ValuJet, un DC-9 que volaba de Miami a Atlanta, se estrelló contra los Everglades de Florida, matando a las 110 personas a bordo. El accidente fue causado por un incendio a bordo provocado por generadores de oxígeno completamente químico que fueron almacenados ilegalmente en la bodega de carga sin sus tapas de seguridad, por el subcontratista de mantenimiento SabreTech. La investigación resultante reveló numerosos defectos sistémicos y, en última instancia, culpó a SabreTech por almacenar los generadores en el avión junto con ValuJet por no supervisarlos.
Después del accidente, muchas de las otras prácticas de reducción de costos de ValuJet fueron objeto de escrutinio. Uno de sus aviones voló 140 veces a pesar de tener un sistema hidráulico con fugas, y otro voló 31 veces con un radar meteorológico defectuoso. A otro avión se le permitió volar a pesar de la oxidación del motor que pasó desapercibida durante su reacondicionamiento; se incendió unos meses después y quedó completamente destruido. En el momento del accidente, la FAA se encontraba en las etapas finales de una revisión de tres meses de las operaciones de ValuJet. El Departamento de Transporte originalmente quería darle a ValuJet un certificado de buena salud. Sin embargo, debido a las fuertes objeciones de la inspectora general del departamento, Mary Schiavo, la FAA castigó a ValuJet el 11 de junio de 1996.
El 26 de septiembre de 1996, ValuJet reanudó sus operaciones con 15 aviones, en comparación con los 52 antes del accidente, después de cumplir con todos los requisitos del DOT y la FAA. El 4 de noviembre de 1996, ValuJet anunció que Joseph Corr, ex director ejecutivo de Continental Airlines, se convertiría en director ejecutivo y presidente en un momento en que la aerolínea estaba en serios problemas. Sin embargo, sus mejores clientes nunca regresaron y habían perdido 55 millones de dólares desde el accidente del vuelo 592.
Después de la gran cantidad de publicidad negativa que rodeó el incidente del vuelo 592, ValuJet sufrió serios problemas financieros. El 11 de julio de 1997, anunciaron que se fusionaría con la mucho más pequeña Airways Corporation, matriz de AirTran Airways, que se completó el 17 de noviembre de 1997. Airways Corporation se fusionó con la sociedad ValuJet (ValuJet, Inc.) y ValuJet el holding cambió su nombre a AirTran Holdings; el holding ValuJet ahora AirTran Holdings retuvo el historial de precios de las acciones de ValuJet antes de 1997. En noviembre de 1997, AirTran Holdings anunció que trasladaría su sede de Atlanta a Orlando.
El holding que anteriormente tenía el nombre de ValuJet, pasó de llamarse ValuJet Airlines a AirTran Airlines y toda la flota y operaciones se transfirieron a AirTran Airways en 1998 y luego se fusionaron con AirTran Airways en 1999; ValuJet Airlines termina su existencia como AirTran Airlines. Sin embargo, durante años después de la fusión, el público en general y los medios de comunicación pensaron que ValuJet era el "superviviente nominal".
AirTran, antes de su compra por parte de Southwest Airlines, no hizo mención notable del pasado de ValuJet. En cambio, AirTran mantuvo un gran alijo de recuerdos de ValuJet, incluidos anuncios de radio, guardados en un almacén de Atlanta. AirTran por su parte también optó por no hacer ningún anuncio importante en el décimo aniversario del accidente por respeto a las familias de las víctimas.

## Flota
ValuJet operó una flota de 48 aviones que constaba de McDonnell Douglas DC-9, junto con algunos McDonnell Douglas MD-80. Los aviones estaban equipados con asientos de color naranja. La mayoría de los aviones tenían más de 15 años, muchos obtenidos de otros transportistas. ValuJet tenía en promedio una de las flotas más antiguas de Estados Unidos con un promedio de 27 años. Todos los aviones estaban pintados de blanco con ribetes azules y amarillos, con un "critter" o en Español "Bicho" sonriente pintado a ambos lados del avión en el frente. El distintivo de llamada de la FAA de ValuJet era "Critter" debido al sonriente logo del avión de la aerolínea.
En el momento de su desaparición, la flota estaba conformada por:
- 2 - McDonnell Douglas DC-9-31
- 42 - McDonnell Douglas DC-9-32
- 1 - McDonnell Douglas MD-81
- 2 - McDonnell Douglas MD-82
- 1 - McDonnell Douglas MD-83
- 50 - McDonnell Douglas MD-95

## Destinos
El centro principal de ValuJet estaba en Atlanta, y sus ciudades de enfoque eran Orlando, Filadelfia, Boston, Miami y Washington Dulles. Antes del accidente del vuelo 592, ValuJet operaba en 22 ciudades de EE. UU. Y una en Canadá. La mayoría de la gente elegía ValuJet por sus tarifas bajas, como boletos de U$S 39 para un vuelo de Atlanta a Jacksonville.

## Accidentes e incidentes

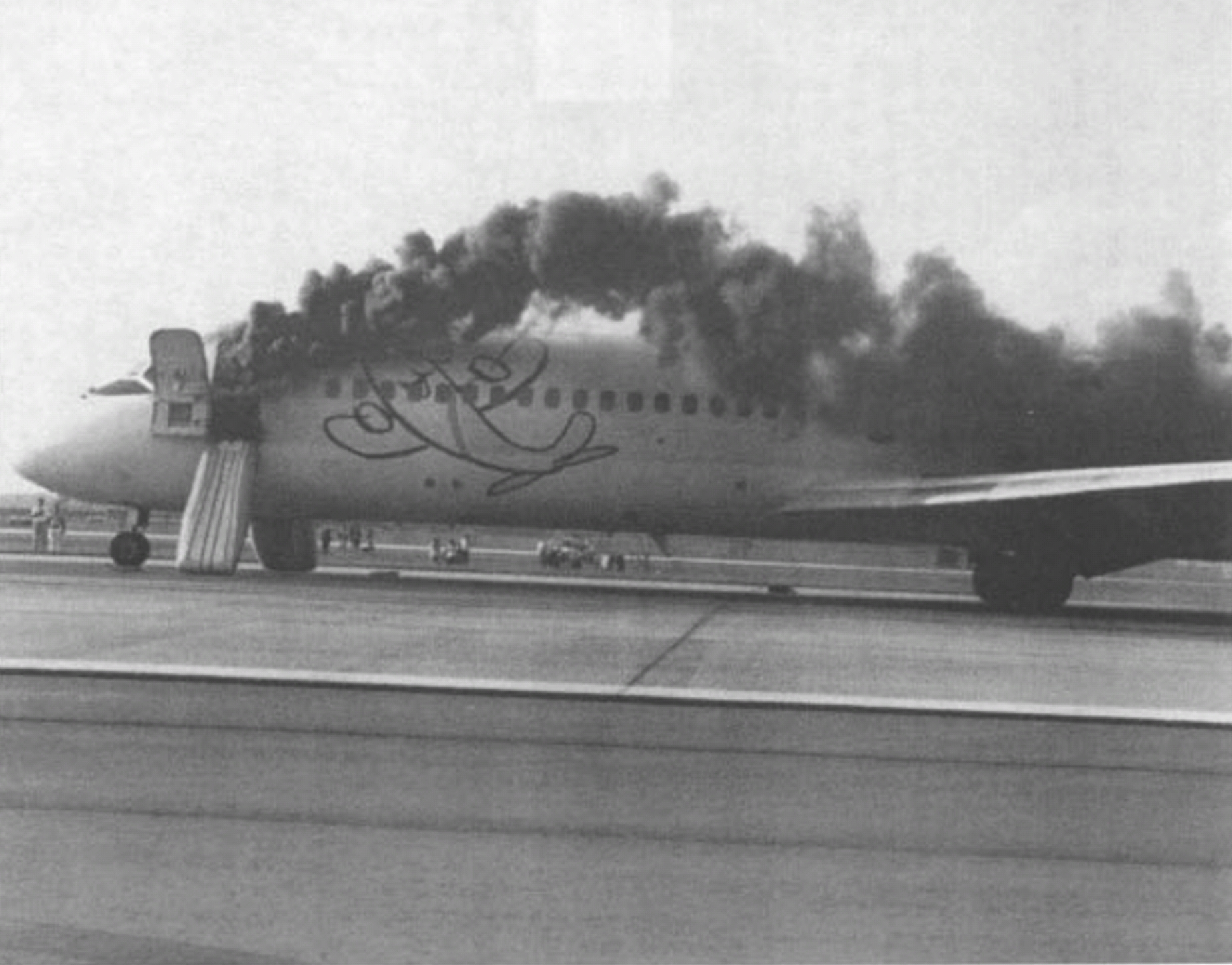
Cuando el vuelo 597 iniciaba el despegue, los ocupantes del avión y el personal de control aéreo oyeron un fuerte estruendo. Se encendió la luz de advertencia de incendio del motor derecho, la tripulación de un avión que le seguía informó a la tripulación del ValuJet de que el motor derecho estaba ardiendo y se rechazó el despegue. La metralla del motor derecho penetró en el fuselaje y en el conducto principal de combustible del motor derecho, y se produjo un incendio en la cabina. El avión se detuvo en la pista y el capitán ordenó su evacuación.

### Vuelo 597
El 8 de junio de 1995, un DC-9 sufrió un despegue abortado del Aeropuerto Internacional Hartsfield Jackson de Atlanta después de una falla catastrófica del motor causada por componentes oxidados del motor. ValuJet Airlines estaba al tanto del problema, pero no tenía el presupuesto para solucionarlo y permitió que la aeronave siguiera volando. El ventilador del motor derecho penetró el fuselaje y la línea principal de combustible del motor derecho, y estalló un incendio en la cabina. El avión se detuvo en la pista y el capitán Greg Straessle ordenó la evacuación del avión. El avión estaba en un vuelo programado al Aeropuerto Internacional de Miami.
El incendio posterior destruyó la aeronave. Entre los cinco miembros de la tripulación, un asistente de vuelo recibió heridas punzantes graves por metralla y heridas térmicas, y otro asistente de vuelo recibió heridas leves. De los 57 pasajeros a bordo, cinco sufrieron heridas leves.
La Junta Nacional de Seguridad en el Transporte (NTSB) determinó que la falla del motor fue causada por una grieta detectable en el disco del compresor , en la cual un contratista de mantenimiento no realizó una inspección adecuada y mantuvo registros deficientes. El incidente provocó que la NTSB emitiera un aviso recomendando mejoras a las reglas de mantenimiento en toda la industria.

### Vuelo 558
El domingo 7 de enero de 1996, el Vuelo 558 de ValuJet, otro DC-9, matrícula FAA N922VV, mientras se aproximaba al Aeropuerto internacional de Nashville, encontró problemas de presurización. Debido a esto, la tripulación desconectó los disyuntores H20 y J20 del relé de control de tierra (GCR). Cuando estaba en la aproximación final a la pista 02R a 100 pies, la cabina estaba completamente despresurizada, por lo que el capitán reinició los interruptores. Como resultado, los spoilers se activaron repentinamente automáticamente, lo que provocó que el avión entrara en una tasa de caída alta, golpeando la pista a plena potencia y en una actitud de morro alto. Cinco personas sufrieron heridas leves.

### Vuelo 592
El Vuelo 592 de ValuJet, un DC-9, se estrelló en los Everglades de Florida el sábado 11 de mayo de 1996 debido a un incendio causado por la activación de generadores de oxígeno químico que fueron enviados ilegalmente en la bodega de carga por el contratista de mantenimiento de ValuJet, SabreTech. El fuego dañó el sistema eléctrico del avión y finalmente superó a la tripulación, lo que provocó la muerte de las 110 personas a bordo. El avión se dirigía de Miami a Atlanta. Este fue considerado el peor accidente en la historia operativa de ValuJet.